# Formel-3000-Saison 1991
Die Formel-3000-Saison 1991 war die 7. Saison der Internationalen Formel-3000-Meisterschaft. Sie begann am 14. April 1991 in Vallelunga und endete am 6. Oktober 1991 in Nogaro. Insgesamt wurden zehn Rennen gefahren. Den Meistertitel sicherte sich Christian Fittipaldi mit dem Pacific Racing Team.

## Starterfeld
| Team                   | Auto # | Fahrer                | Chassis       | Motor         | Rennwochenende |
| ---------------------- | ------ | --------------------- | ------------- | ------------- | -------------- |
| DAMS                   | 1      | Allan McNish          | Lola          | Mugen Honda   | Alle           |
| DAMS                   | 2      | Laurent Aïello        | Lola          | Mugen Honda   | Alle           |
| GA Motorsport          | 3      | Michael Bartels       | Ralt          | Ford Cosworth | 1              |
| GA Motorsport          | 3      | Massimo Monti         | Ralt          | Ford Cosworth | 2              |
| GA Motorsport          | 4      | Thierry Delubac       | Ralt          | Ford Cosworth | 1–2            |
| BFG 3000               | 4      | Giovanni Bonanno      | Reynard       | Mugen Honda   | 3–9            |
| First Racing           | 5      | Giovanni Bonanno      | Reynard       | Ford Cosworth | 1              |
| First Racing           | 5      | Michael Bartels       | Reynard       | Ford Cosworth | 2–4            |
| First Racing           | 6      | Jean-Denis Delétraz   | Reynard       | Ford Cosworth | 1–3            |
| First Racing           | 7      | Eric Hélary           | Reynard       | Ford Cosworth | 1–4            |
| Paul Stewart Racing    | 8      | Marco Apicella        | Lola          | Mugen Honda   | Alle           |
| Paul Stewart Racing    | 9      | Paul Stewart          | Lola          | Mugen Honda   | Alle           |
| Forti Corse            | 11     | Emanuele Naspetti     | Lola          | Ford Cosworth | 1–3            |
| Forti Corse            | 11     | Emanuele Naspetti     | Reynard       | Ford Cosworth | 4–10           |
| Forti Corse            | 12     | Fabrizio Giovanardi   | Lola          | Ford Cosworth | 1–3            |
| Forti Corse            | 12     | Fabrizio Giovanardi   | Reynard       | Ford Cosworth | 4–10           |
| Eddie Jordan Racing    | 14     | Damon Hill            | Lola          | Ford Cosworth | 1–9            |
| Eddie Jordan Racing    | 14     | Damon Hill            | Reynard       | Ford Cosworth | 10             |
| Eddie Jordan Racing    | 15     | Vincenzo Sospiri      | Lola          | Ford Cosworth | Alle           |
| Roni Motorsport        | 16     | Fernando Plata        | Ralt          | Ford Cosworth | 1–5            |
| Roni Motorsport        | 16     | Giovanni Lavaggi      | Ralt          | Ford Cosworth | 6–10           |
| Roni Motorsport        | 17     | David Brabham         | Ralt          | Ford Cosworth | 1–4            |
| Roni Motorsport        | 17     | Andrew Gilbert-Scott  | Ralt          | Ford Cosworth | 5–6            |
| Apomatox               | 18     | Paul Belmondo         | Reynard       | Ford Cosworth | Alle           |
| Apomatox               | 19     | Andrea Chiesa         | Reynard       | Ford Cosworth | 1–8            |
| Apomatox               | 19     | Emmanuel Collard      | Reynard       | Ford Cosworth | 9–10           |
| Crypton Engineering    | 20     | Roberto Colciago      | Reynard       | Ford Cosworth | Alle           |
| Crypton Engineering    | 21     | Fabrizio Barbazza     | Reynard       | Ford Cosworth | 1              |
| Crypton Engineering    | 21     | Pascal Witmeur        | Reynard       | Ford Cosworth | 8              |
| Crypton Engineering    | 21     | Philippe Gache        | Reynard       | Ford Cosworth | 10             |
| Crypton Engineering    | 22     | Giovanni Lavaggi      | Reynard       | Ford Cosworth | 1–5            |
| Crypton Engineering    | 22     | Peter Zakowski        | Reynard       | Ford Cosworth | 6–8            |
| CoBRa Motorsports      | 23     | Paolo Delle Piane     | Reynard       | Ford Cosworth | Alle           |
| CoBRa Motorsports      | 24     | Alain Menu            | Reynard       | Ford Cosworth | 1–6            |
| CoBRa Motorsports      | 24     | Eric Hélary           | Reynard       | Ford Cosworth | 7–10           |
| RSM Marko              | 25     | Karl Wendlinger       | Reynard       | Ford Cosworth | 3, 5–6, 8–9    |
| Galaxy Racing          | 26     | Philippe Gache        | Reynard       | Ford Cosworth | 1–9            |
| Galaxy Racing          | 26     | David Velay           | Reynard       | Ford Cosworth | 10             |
| Vortex Motorsport      | 27     | Heinz-Harald Frentzen | Lola          | Mugen Honda   | Alle           |
| Pacific Racing         | 29     | Antonio Tamburini     | Lola          | Mugen Honda   | Alle           |
| Pacific Racing         | 30     | Christian Fittipaldi  | Reynard       | Mugen Honda   | Alle           |
| 3001 International     | 31     | Jean-Marc Gounon      | Ford Cosworth | Ralt          | Alle           |
| 3001 International     | 32     | Andrea Montermini     | Ford Cosworth | Ralt          | Alle           |
| Il Barone Rampante     | 33     | Alessandro Zanardi    | Reynard       | Mugen Honda   | Alle           |
| Il Barone Rampante     | 34     | Giuseppe Bugatti      | Reynard       | Mugen Honda   | Alle           |
| Motor Racing Di-Wheels | 38     | Fabiano Vandone       | Leyton House  | Ford Cosworth | 1–4            |
| Motor Racing Di-Wheels | 38     | Fabiano Vandone       | Ralt          | Ford Cosworth | 5–9            |
| Motor Racing Di-Wheels | 39     | Simon Kane            | Leyton House  | Ford Cosworth | 6–7            |
| Pavesi Racing          | 40     | Felice Tedeschi       | Reynard       | Mugen Honda   | 1–8            |
| Pavesi Racing          | 40     | Max Angelelli         | Reynard       | Mugen Honda   | 9              |
| GJ Motorsport          | 41     | Giovanna Amati        | Reynard       | Ford Cosworth | Alle           |
| GJ Motorsport          | 42     | Dave Coyne            | Reynard       | Ford Cosworth | 7              |

## Rennen
| Nr. | Datum         | Rennen            | Sieger               | Zweiter              | Dritter              |
| --- | ------------- | ----------------- | -------------------- | -------------------- | -------------------- |
| 01  | 14. April     | Vallelunga        | Alessandro Zanardi   | Christian Fittipaldi | Antonio Tamburini    |
| 02  | 20. Mai       | Pau               | Jean-Marc Gounon     | Christian Fittipaldi | Eric Hélary          |
| 03  | 9. Juni       | Jerez             | Christian Fittipaldi | Alessandro Zanardi   | Andrea Montermini    |
| 04  | 23. Juni      | Mugello           | Alessandro Zanardi   | Marco Apicella       | Christian Fittipaldi |
| 05  | 7. Juli       | Enna-Pergusa      | Emanuele Naspetti    | Marco Apicella       | Giuseppe Bugatti     |
| 06  | 27. Juli      | Hockenheim        | Emanuele Naspetti    | Vincenzo Sospiri     | Karl Wendlinger      |
| 07  | 18. August    | Brands Hatch      | Emanuele Naspetti    | Alessandro Zanardi   | Christian Fittipaldi |
| 08  | 24. August    | Spa-Francorchamps | Emanuele Naspetti    | Alessandro Zanardi   | Laurent Aïello       |
| 09  | 22. September | Le Mans           | Antonio Tamburini    | Christian Fittipaldi | Andrea Montermini    |
| 10  | 6. Oktober    | Nogaro            | Christian Fittipaldi | Alessandro Zanardi   | Damon Hill           |

## Endstand

### Fahrer
| 1. | Christian Fittipaldi | 47 |
| 2. | Alessandro Zanardi   | 42 |
| 3. | Emanuele Naspetti    | 37 |
| 4. | Antonio Tamburini    | 22 |
| 5. | Marco Apicella       | 18 |
| 6. | Jean-Marc Gounon     | 13 |
| 7. | Damon Hill           | 11 |

| 8.  | Vincenzo Sospiri      | 9 |
| 8.  | Éric Hélary           | 9 |
| 10. | Andrea Montermini     | 8 |
| 11. | Giuseppe Bugatti      | 6 |
| 11. | Karl Wendlinger       | 6 |
| 11. | Fabrizio Giovanardi   | 6 |
| 14. | Heinz-Harald Frentzen | 5 |

| 15. | Laurent Aïello | 4 |
| 16. | Alain Menu     | 2 |
| 16. | Allan McNish   | 2 |
| 16. | Philippe Gache | 2 |
| 19. | Gabriel Furlán | 1 |